# Grandival
Grandival es una localidad y una Entidad Local Menor perteneciente al municipio de Condado de Treviño, Burgos (España). Está situada en la comarca de Ebro.

## Datos generales
Su Alcalde pedáneo es Elena de la Agrupación de Electores de Grandival (AEGRANDIVAL)
Tiene una extensión superficial de 3,45 km².
En la carretera BU-744 , a 5 km al este de la capital del municipio, Treviño, junto a Ozana y Araico.
Este pueblo es un buen lugar para hacer turismo ya que cuenta con una hermosa iglesia del siglo XVII aunque este en malas condiciones para entrar.
En este pequeño y tranquilo pueblo años atrás se inició una guerra Carlista en la cual murió mucha gente que todavía están enterrados en diversos puntos.

## Demografía
Evolución de la población
| Gráfica de evolución demográfica de Grandival entre 2000 y 2017    |
|                                                                    |
| Población de derecho (2000-2017) según el padrón municipal del INE |

## Historia

### Antiguo Régimen
Antes de la creación de los ayuntamientos constitucionales estaba incluida en la Cuadrilla de Abajo.
Así se describe a Grandival en el tomo VIII del Diccionario geográfico-estadístico-histórico de España y sus posesiones de Ultramar, obra impulsada por Pascual Madoz a mediados del siglo XIX:

Aldea en la provincia, audiencia territorial y capitanía general de Burgos (14 leguas), partido judicial de Miranda de Ebro (2 ½), ayuntamiento de Treviño (1/2), y diócesis de Calahorra (12); Situada en una ladera donde reinan principalmente los vientos N y NO, siendo las enfermedades más comunes las tercianas. Tiene 7 casas; una buena fuente dentro de la población, iglesia parroquial (San Román), servida por un cura y sacristán, y una ermita (Nuestra Señora de Uralde), situada junto al río Ayuda. Confina el término N Araico; E Ozana, y S y O Añastro y Muergas. El terreno es de segunda y tercera calidad, comprendiendo un monte carrascal y el citado río Ayuda. Caminos: los comunales, y la correspondencia se recibe de Vitoria por valijero los lunes y jueves, y sale los mismos días. Producciones: trigo, cebada, avena, mixtos y algún ganado; caza de perdices y pesca de truchas, barbos y anguilas. Industria: la agrícola. Población: 6 vecinos, 23 almas. Capital productivo: 8.000 reales. Imponible: 308.
Diccionario geográfico-estadístico-histórico de España y sus posesiones de Ultramar

### Siglo XXI
El Pleno del Ayuntamiento de Condado de Treviño, en sesión celebrada el 20 de junio de 2003, acuerda iniciar el expediente de constitución en Entidad Local Menor, una vez acreditada la existencia de patrimonio suficiente para garantizar el cumplimiento de sus fines. Así como de bienes, derechos o intereses peculiares y propios de los vecinos y distintos a los comunes al municipio de Condado de Treviño que justifican la creación de una organización administrativa descentralizada.

## Elementos de interés
Fuente
Iglesia de , 
Arquitectura popular, 

## Disposiciones legales
ACUERDO 31/2007, de 15 de marzo, de la Junta de Castilla y León, por el que se autoriza la constitución en Entidad Local Menor al núcleo de población de Grandival , perteneciente al municipio de Condado de Treviño. 
El pleno de la corporación municipal acuerda delegar el servicio domiciliario de agua potable así como el de alcantarillado a esta nueva Junta Vecinal Acuerdo de 18 de enero de 2008\Boletín Provincia (enlace roto disponible en Internet Archive; véase el historial, la primera versión y la última).